# Румен Йончев
Румен Йончев е български политик и икономист, председател на Земеделски народен съюз (ЗНС), народен представител от ПГ на „Коалиция за България“ в XLII народно събрание, от ПГ на „Български демократичен център“ в XLIII народно събрание, от ПГ на „Изправи се! Мутри вън!“ в XLV народно събрание, от ПГ на „Изправи се БГ! Ние идваме!“ в XLVI народно събрание и от ПГ на „Български възход“ в XLVIII народно събрание.

## Биография
Румен Маринов Йончев е роден на 12 юни 1971 г. в Пловдив, Народна република България.